# オギノ
株式会社オギノは、山梨県を中心に店舗展開する、総合スーパー（GMS）、スーパーマーケットや衣料品店、及びそれらを運営する企業。甲府市徳行にあるオギノ貢川店2階部分を本部とする。CGCグループに加盟している。

## 概要
1841年（天保12年）に荻野市左衛門が綿糸問屋「竹の屋」として開業したのがはじまり。その後「荻野商店」と名前を変えて営業するものの、甲府空襲の影響などにより戦後は岡島百貨店の近くにバラック小屋を建てて営業していた。1953年（昭和28年）には株式会社化により社名を現在の「株式会社オギノ」に変更。洋装生地専門店となり、店舗にオギノ本社を併設していた。
転機が訪れたのは1958年（昭和33年）、当時近隣にあった映画館「オリオンパレス」が閉館されることになった際、当時の社長の方針により跡地に移転。移転当初は木造平屋建ての店舗であったが、駅前の一等地であったことから商売は繁盛。1962年（昭和37年）には地下1階・地上4階鉄筋コンクリート建てのスーパーマーケットとなり、さらには7階建ての商業ビルに変貌していった。
1969年（昭和44年）にはチェーン運営を取り入れ、さらに1987年（昭和62年）には初のショッピングセンターとしてオギノリバーサイドモールを開店、総合スーパー（GMS）運営にも進出し規模を拡大した。1991年（平成3年）には本社を貢川地区へ移転。旧本社は近隣の競合店に対抗するため改装され、ファッションビル「パセオ」として2007年（平成19年）まで営業を続けた。
1993年（平成5年）には生鮮食品を一括加工する「生鮮センター」を開設。2013年（平成25年）には持株会社の「オギノホールディングス株式会社」を設立した。
2025年（令和7年）現在、山梨県のほかに長野県と静岡県に出店している。店舗のほとんどが新規開業であるが、近年では湯村ショッピングセンター（閉店）や茅野ショッピングセンターなど居抜き出店をするケースが増えている。また主力である食品スーパー業態以外に、衣料スーパー単体で出店するケースが増えており、その場合は主にショッピングセンターのテナントとして入居している。

## 特徴

### データに基づいた販売
スーパーでは系列各店の品揃えを同一にせず、店舗周辺の顧客にあわせて変えることは目新しいことではないが、オギノでは顧客を独自の多数のカテゴリーに分類し、どのカテゴリーの顧客が多いかを元に店舗の品揃えに特色を出し、売上げを伸ばしている。顧客のデータ収集には、「オギノグリーンスタンプカード」を使用している。また、高い能力を持つ物流センターを活用することにより、店舗ごとに違う商品の陳列に対応した物流を行い、陳列の手間を省いている。こうしたデータに基づいた店舗作りを考えるようになったきっかけは、1996年（平成8年）にダイエーが地元に出店することが決まったことだという。なお、ダイエーは1997年（平成9年）11月にオギノ貢川店の向かいに開店したが、1999年（平成11年）8月に不採算店として閉店した。
また、FSPとして「オギノグリーンスタンプカード」で得た顧客のデータを活用し、レシートで顧客一人一人にあわせた商品をポイントクーポン対象として勧めている。クーポン利用率は40%を超えるという（2008年〈平成20年〉9月時点）。
2022年（令和4年）3月より、CGCによるPB商品とは別に「OGINO SELECT」、上位版の「OGINO SELECT PREMIUM」というPB商品を販売開始した。オギノ側と各メーカーの共同開発・改良によるもので、一部商品を除き全店舗で販売されている。「OGINO SELECT」の商品開発にも、顧客のデータが活用されている。

#### オギノグリーンスタンプカード
1996年（平成8年）に導入された。2008年（平成20年）9月時点のカード会員数は約43万人で、平均カード利用率は90%を超える。カード発行時には店舗周辺の家庭を一軒一軒回り、1年で約20万人と多くの会員を獲得した。また、提携店（オギノのテナントやガソリンスタンド）が多い。
2015年（平成27年）より、オギノの全店舗で使用できる電子マネー「CoGCa（コジカ）」の機能がついた「オギノグリーンスタンプCoGCaカード」にリニューアル。これにより、ポイントカード会員が大幅に増加した。カードの利用率は、2023年（令和5年）時点で依然として約90％を誇っている。

### 顧客に寄り添った経営
山梨県の人口が約80万人と少ないうえに減少傾向にあることで、一人一人の顧客を大切し、顧客との接点に人手をかける方針から、セルフレジ、セミセルフレジは導入されておらず、支払い方法も現金、クレジットカード、電子マネー「CoGCa」のみとなっている。
2012年（平成24年）よりネットスーパー事業を開始。山梨県は車社会のため、ネットで注文するよりも来店して買物をする顧客が圧倒的に多く、ネットスーパーの継続的な利用者は高齢者が多い。全体の3割の顧客には注文を忘れないように、オギノ側から定期的に電話で注文を聞いている。

### 環境への取り組み
環境に配慮した企業を目標に様々な取組を行っており、2007年（平成19年）6月より森林整備促進助成事業「オギノの森」、2014年（平成19年）5月より富士山植林活動「富士山の森づくり」を行っている。2019年（令和元年）6月には、山梨県の企業としては初めて地域環境保全功労者表彰を受賞した。

## 店舗
チラシ・店舗情報を参照。
公式サイトでは「ショッピングセンター（SC）」「大型店」「中型店」「小型店（キャロット）」「衣料専門店（ファミリーファッション）」の5つに分類している。

### 営業中店舗

#### ショッピングセンター
オギノを核に複数店舗が入居している。
- リバーシティ店（山梨県中央市山之神1122）

甲府リバーサイドタウン内にある店舗。オギノとしては初めての総合スーパー形態の店舗であり、1987年（昭和62年）11月21日にオギノリバーサイドモールとして開業。1998年（平成10年）に「アピタ田富店」（2018年〈平成30年〉9月9日閉店）が隣接する形で進出したため、新館の増設（それまでの施設は本館とする）および全面改装を行ない、同年11月にオギノリバーシティショッピングセンターに改称のうえリニューアルオープンした。
2021年8月にリニューアルとして一時閉鎖、本館から撤退し、新館に集約のうえ規模を縮小、同年12月に現店舗名に再改称した。
1階の吹き抜けフロアにあったイベント広場では、毎週日曜日に山梨放送のラジオ番組「オギノリバーサイドサンデー」も公開収録がおこなわれていた。
- イーストモールショッピングセンター（山梨県甲府市朝気3-1-12）

1989年（平成元年）3月にオープン。
- 茅野ショッピングセンター（長野県茅野市塚原1-17-1）

1998年（平成10年）にオープン。 山梨県外では唯一のショッピングセンター形態である。
- 韮崎駅前店（山梨県韮崎市若宮2-2-23）

2009年（平成21年）4月29日にオープン。ライフガーデンにらさき敷地内に核店舗として出店している。形態としては大型店に近い。

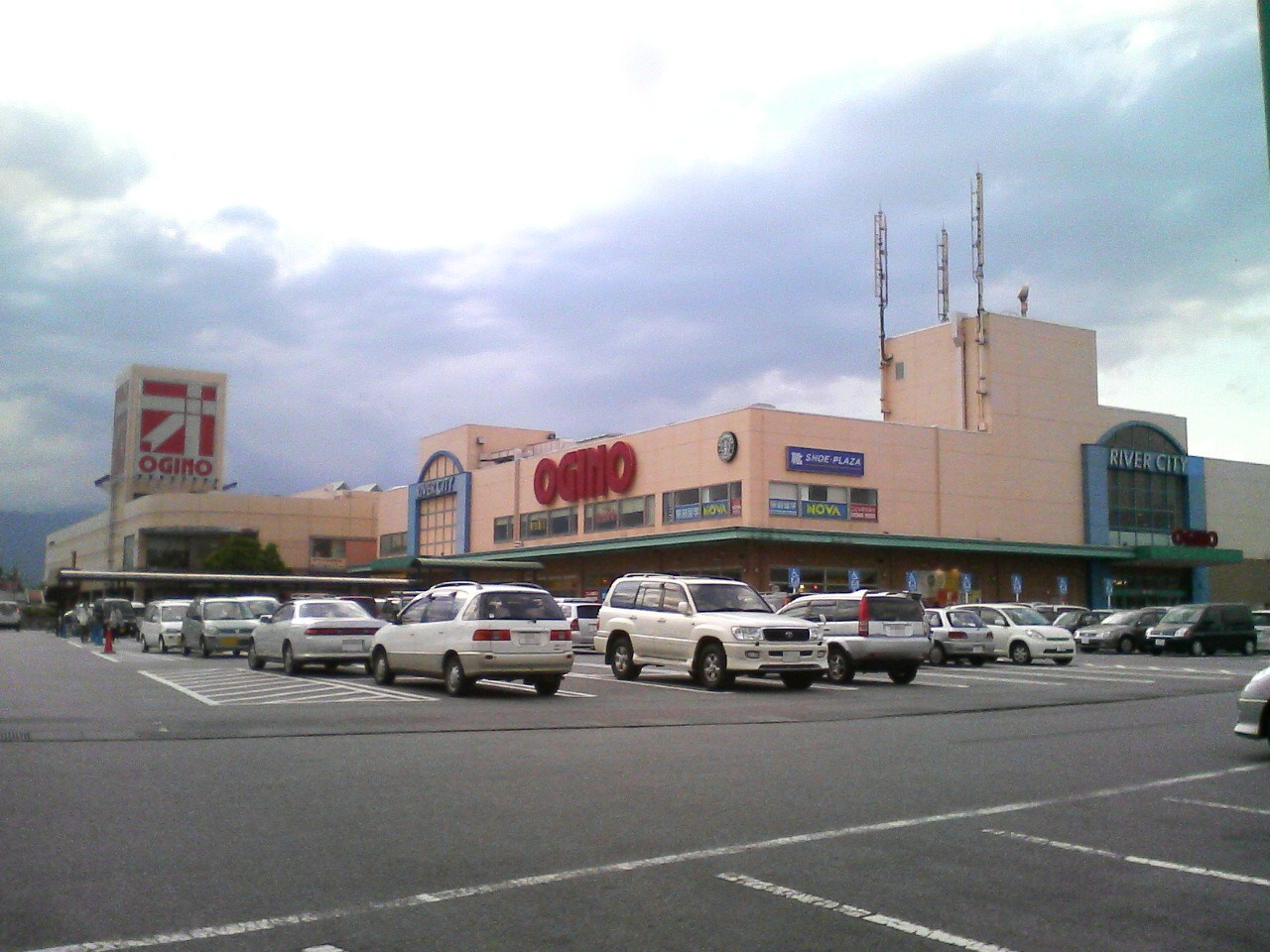
リバーシティショッピングセンター（手前が新館で奥が本館。本館は2021年に閉鎖。）
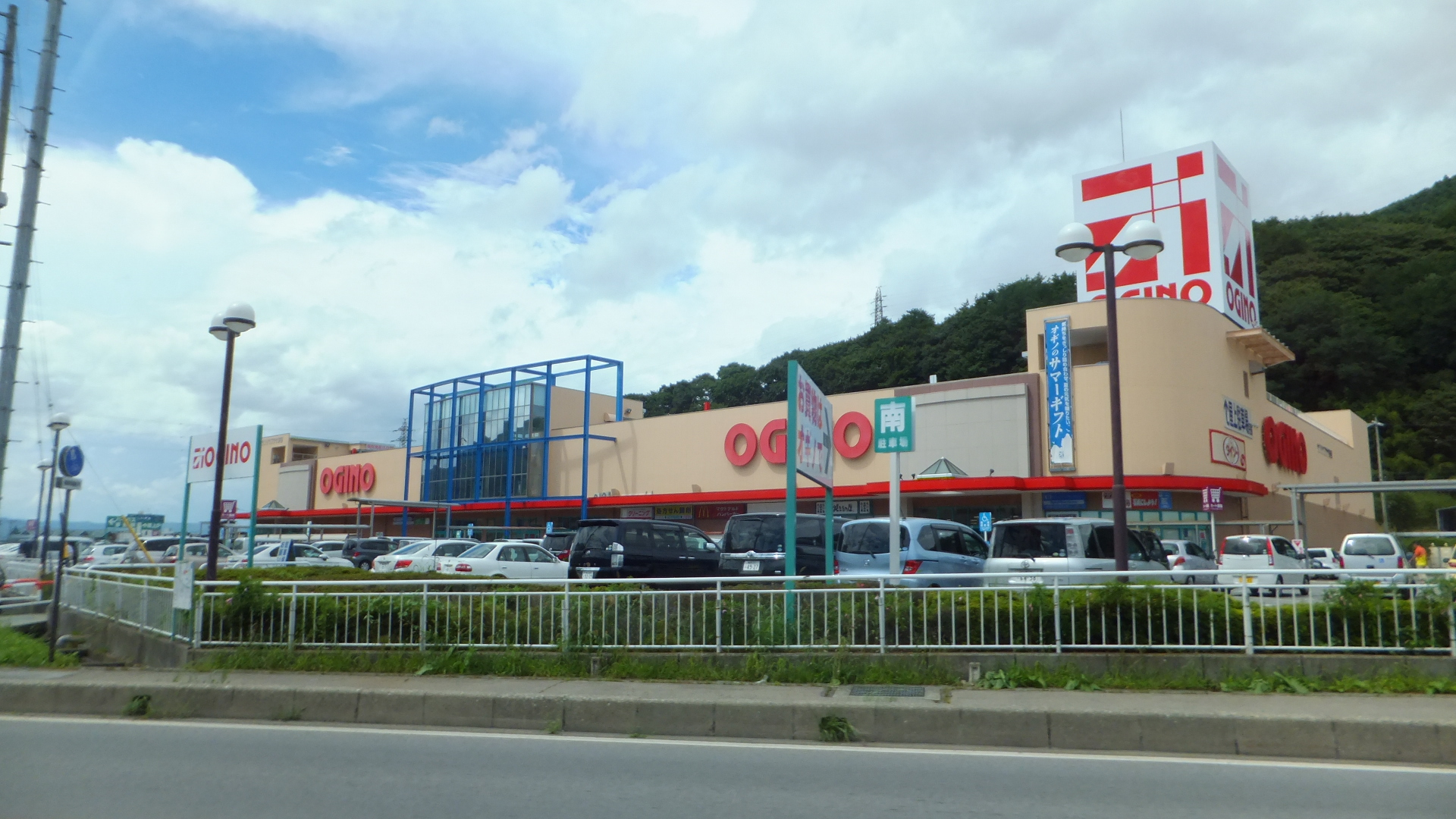
茅野ショッピングセンター

#### 大型店
食料品・日用品以外に衣料品、寝具などの住居関連品を扱っている、いわゆる総合スーパー（GMS）業態。
- 山梨県
  - 貢川店（甲府市徳行1-2-18[1]、1976年（昭和51年）12月開店[1]） - 食品館、衣料館に分かれている[23]。
  - 国母店（甲府市）
  - 双葉店（甲斐市）
  - 山梨店（山梨市）
  - 笛吹店（笛吹市）
  - 甲州店（甲州市）
  - 峡西店（南アルプス市）
  - 長坂店（北杜市）
  - 都留店（都留市）
  - 田野倉店（都留市）[24]
  - 上野原店（上野原市）
  - 富士川店（南巨摩郡富士川町）
  - 河口湖店（南都留郡富士河口湖町）
  - 山中湖店（南都留郡山中湖村）
- 長野県
  - 岡谷店（岡谷市）
- 静岡県
  - 弓沢店（富士宮市）

#### 中型店
食料品と日用品のみを取り扱っている店舗。
- 山梨県
  - 伊勢店（甲府市幸町28-24[1]、1975年（昭和50年）10月開店[1]）
  - 朝日店（甲府市朝日4-5-11[1]）
  - 城東店（甲府市）
  - 下石田店（甲府市）
  - 上今井店（甲府市）
  - 向町店（甲府市）
  - 田富店（中央市）
  - 竜王駅前店（甲斐市）
  - 甲斐敷島店（甲斐市）
  - 西八幡店（甲斐市）
  - 春日居店（笛吹市）
  - 塩山店（甲州市）
  - 南アルプス八田店（南アルプス市）
  - 韮崎店（韮崎市）
  - 須玉店（北杜市）
  - 富士吉田店（富士吉田市）
- 長野県
  - 諏訪店（諏訪市）
  - 長峰店（茅野市）
- 静岡県
  - 御殿場店（御殿場市）
  - 御殿場富士岡店（御殿場市）
  - 沼津インター店(沼津市)
  - 万野原店（富士宮市）

#### 小型店
「オギノキャロット」として主に生鮮食料品や生活雑貨を取り扱っている、50～200坪の小型店舗。現存している店舗はすべてひうが跡地に居抜き出店したもの。
- 山梨県
  - 南部店（南巨摩郡南部町） - 旧ひうが南部店
  - 中富店（南巨摩郡身延町） - 旧ひうが中富店

#### 衣料専門店
「ファミリーファッション」として衣料品のみ販売する。2025年（令和7年）現在は長野県内でのみ展開している業態で、施設・敷地内を含む周辺に食品スーパーがある場合、この形態で出店する。

現在は全店がディスカウントスーパー「ザ・ビッグ」（イオンビッグ運営）を核とするイオングループの商業施設に出店しており、総合スーパーの「ジャスコ」を同業態に転換する際に衣料品売り場をオギノへ譲渡したケースが殆どである。
- 長野県
  - 信州山形店（東筑摩郡山形村）- イオンタウン信州山形（ザ・ビッグ山形店）に出店。
  - あづみ野店（安曇野市） - ショッピングセンターエルサあづみ野（ザ・ビッグ三郷店）に出店。
  - 信濃大町店（大町市） - ザ・ビッグ信濃大町店に出店。

### 閉店した主な店舗
県名の記載がないものは山梨県にあった店舗。

#### ショッピングセンター（閉店）
- パセオ（甲府市丸の内1-16-4[1]）
  - 1991年（平成3年）にオギノオリオンをファッションビルへ業態変換し、リニューアルオープンした店舗。島村楽器など70店を越えるブティックや装飾品店が入居していたが、不況と郊外化で売上げが低迷。2007年（平成19年）2月3日にパセオが入居する建物などを解体し、跡地に再開発ビルを建設することが正式発表された[25]。これによりオギノオリオン店の開業から49年続いたパセオの歴史も終了となり、5ヵ月後の7月25日の営業を最後に閉店[26][7]。跡地はココリが建てられている。
- 昭和ショッピングモールJOY（中巨摩郡昭和町）
  - 1993年11月に開店。建物は甲府市の不動産業者「ダイタ」が保有していた。賃料交渉の都合などにより2013年（平成25年）10月27日閉店。建物は解体され、跡地はバロー甲府昭和店が営業している。
- オギノ湯村ショッピングセンター（甲府市）
  - 山交百貨店保有の建物内に2003年（平成15年）に開店するも老朽化のため、2018年（平成30年）8月26日に閉店。その後、甲府市の不動産会社が購入して建物を解体し、2021年（令和3年）6月にいちやまマートを核とした小型ショッピングセンターが開業した。

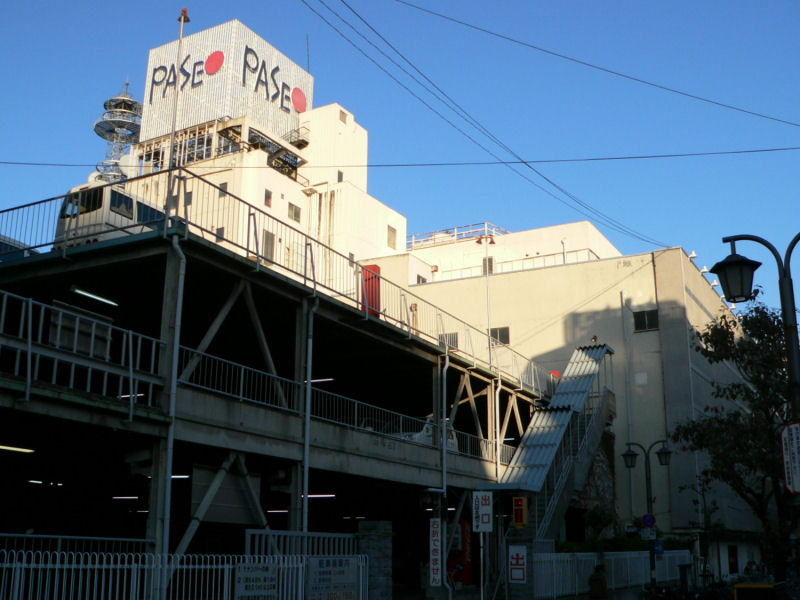
パセオ
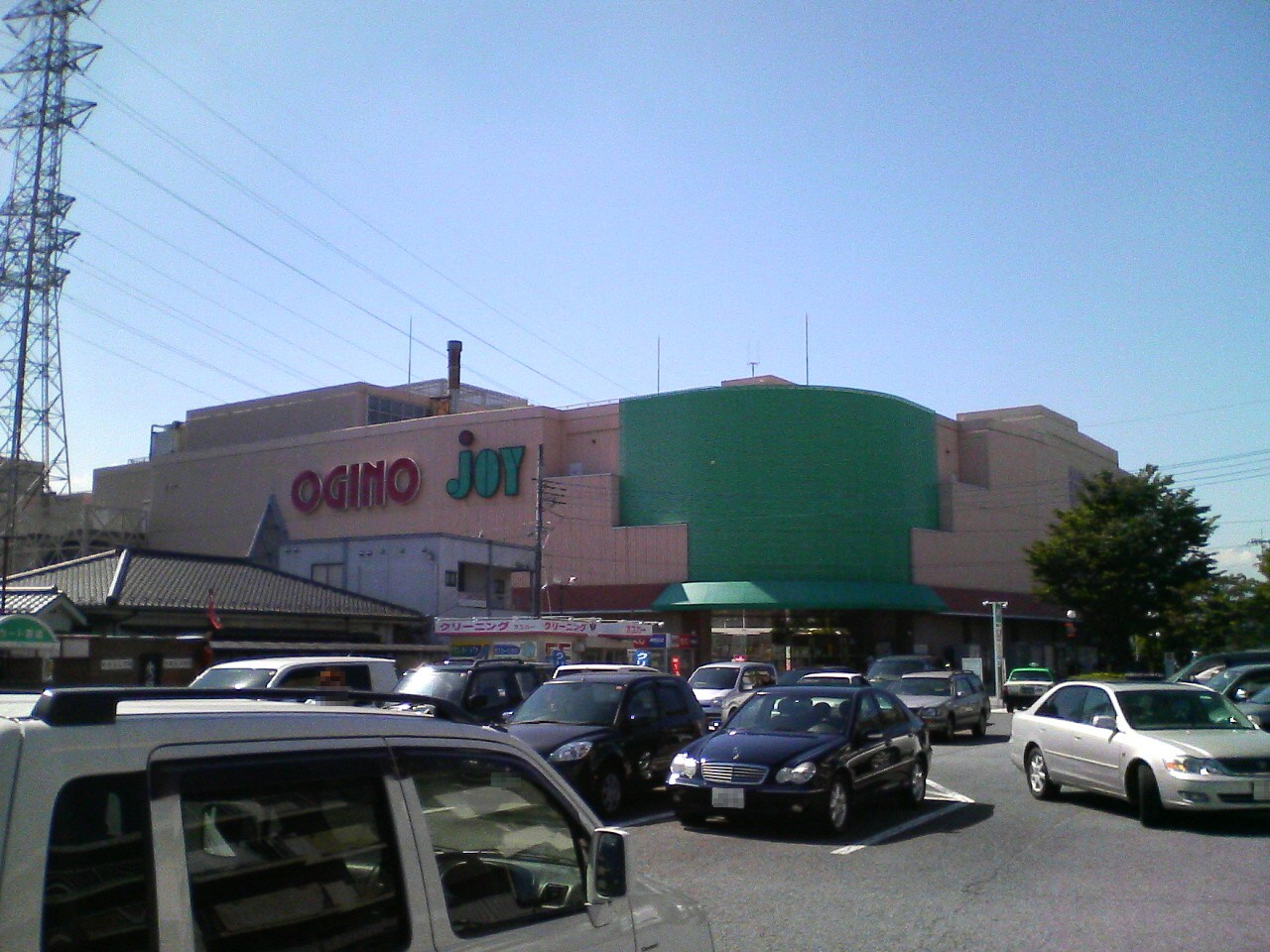
オギノ昭和ショッピングモールJOY
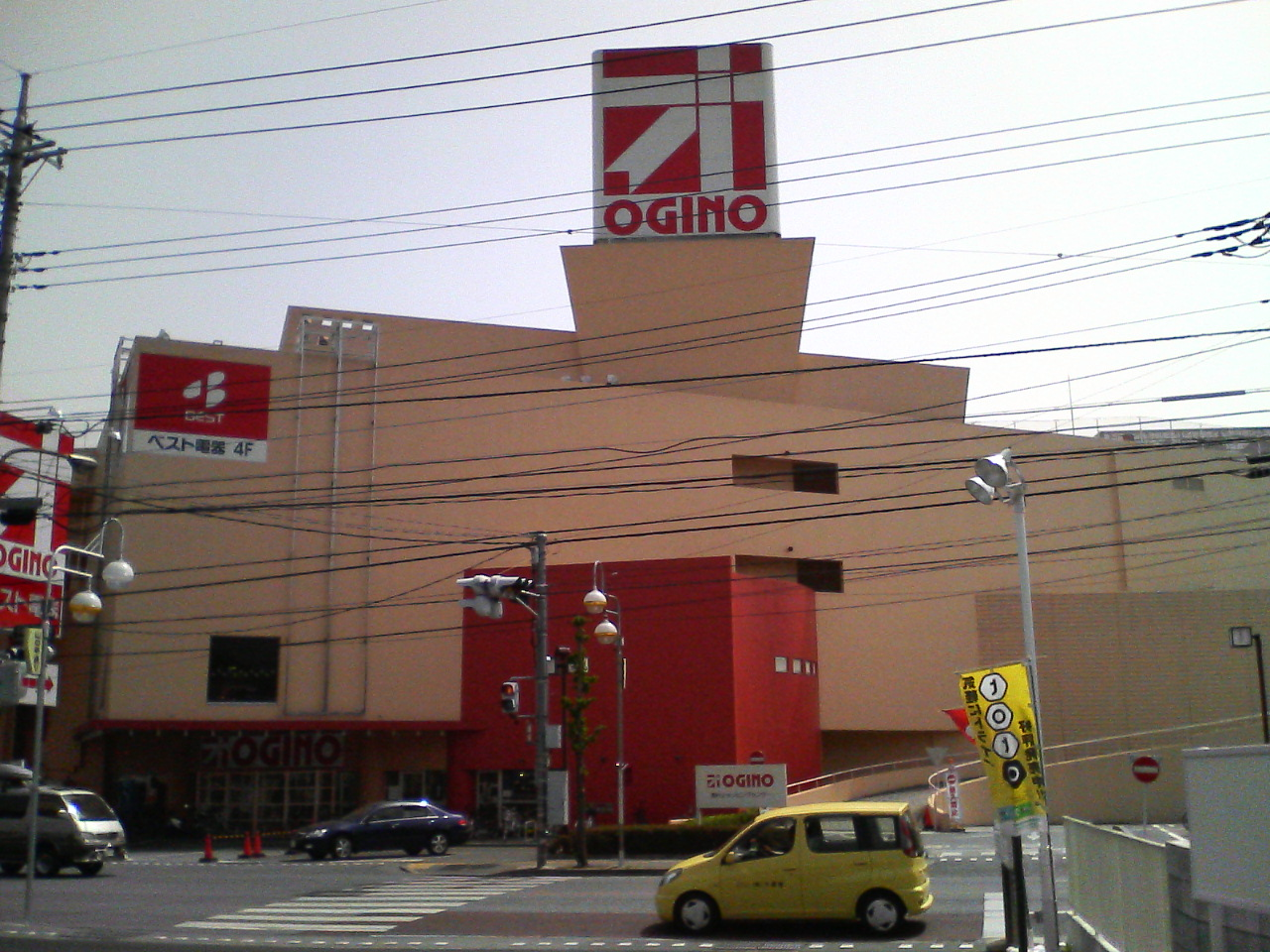
オギノ湯村ショッピングセンター

#### 大型・中型店（閉店）
- オリオン店（甲府市）
  - 1958年（昭和33年）、同所に存在した映画館「オリオンパレス」（1946年〈昭和21年〉開業[27] - 1957年〈昭和32年〉閉館[28]）跡地には「オギノオリオン店」として開業[6]。このリニューアルにより、オギノ本社が現在のオギノ貢川衣料店2階に移転した。
- かすがもーる店（甲府市）
  - 甲府中央商店街にある甲府銀座ビル内に2003年（平成15年）開店したが、売上低迷のため2009年（平成21年）2月14日閉店。建物は2014年（平成26年）に解体され、跡地はマンションを主体とした再開発複合施設「デュオヒルズ甲府」が建てられた。
- 韮崎ルネス店（韮崎市若宮1-2-50）
  - 韮崎駅前の複合商業施設「ルネス」内に2004年（平成16年）9月開店、売上低迷のため2007年（平成19年）8月26日閉店。ルネス自体は2009年（平成21年）3月に閉鎖され、建物は韮崎市が買取・改修したうえで韮崎市民交流センター「ニコリ」となっている。
- 増穂店（南巨摩郡富士川町）2014年（平成26年）3月17日閉店
- 後屋店（甲府市）2015年（平成27年）2月15日閉店
- 敷島店（甲斐市）2015年（平成27年）11月5日閉店。跡地にイオン系列の「ザ・ビッグ」が出店。なお、後継店舗として竜王駅前店が営業している。
- 石和井戸店（笛吹市）2018年（平成30年）12月2日閉店。閉店後、イオングループのイオンビッグへ継承され、2019年（令和元年）9月14日に「ザ・ビッグ笛吹井戸店」が開業した。

#### 小型店（閉店）
- キャロット山城店（甲府市）2013年（平成25年）2月17日閉店
- キャロット中村店（甲府市）2015年（平成27年）11月15日閉店
- キャロット六科店（南アルプス市）2017年（平成29年）9月30日閉店
- キャロット山宮店（甲府市）2021年（令和3年）8月22日閉店

#### 衣料専門店（閉店）
- こどもの国店（神奈川県横浜市青葉区）2011年（平成23年）閉店。これによって神奈川県から一時撤退していたが、大雄山店の開店によって再進出した。
- 上田秋和店（長野県上田市）2017年（平成29年）6月30日閉店
- 信州池田店（長野県北安曇郡池田町）2019年（令和元年）5月26日閉店
- 御殿場サンサンプラザ店（静岡県御殿場市）2020年（令和2年）11月閉店。閉店後は建物は解体され、2022年（令和4年）4月12日に「エブリィビッグデー御殿場店」が開店。
- 大雄山店（神奈川県南足柄市）2020年（令和2年）11月閉店。これによって再び神奈川県から撤退した。
- 塩尻店（長野県塩尻市）ウィングロード内に出店。2022年（令和4年）2月13日閉店。
- 辰野店（長野県上伊那郡辰野町）辰野ときめきの街ショッピングセンター内に出店。2023年（令和5年）4月22日閉店。
- 穂高店（長野県安曇野市） 2023年（令和5年）10月21日閉店

## テレビ番組
- 日経スペシャル ガイアの夜明け “激動 流通サバイバル”第2回 地元密着スーパーの逆襲（2007年9月18日、テレビ東京）[29] - オギノのマーケティング展開を取材。